# Antoni Marzyński
Antoni Marzyński (ur. 2 grudnia 1897 w Jankowie, zm. 4 sierpnia 1963 w Krotoszynie) – powstaniec wielkopolski 1918–1919, starszy wachmistrz i dowódca plutonu zwiadu konnego 56 Pułku Piechoty w Krotoszynie, jako kawalerzysta uczestnik kampanii wrześniowej w 1939 roku. 

## Życiorys
Antoni Marzyński był synem Jana (1868–1947) i Marianny z Razików (1871–1961) Marzyńskich. Urodził się jako drugi wśród dziesięciorga dzieci. Miał pięciu braci: Józef Marzyński (1900-1944), Stanisław Marzyński (1903-1986), Florian Marzyński (1903-1988), Feliks Marzyński (1904-1973), a piąty brat zmarł jako dziecko. Ponadto miał cztery siostry: Maria Kabacińska (1896-1976), Florentyna Wielgosz (1901-1984), Wiktoria Baran-Swora (1906-1987) i Aniela Żółć (1909-2000).
Działalność patriotyczna
Podczas I wojny światowej, w 1916 roku, został wcielony do wojska niemieckiego, ponieważ mieszkał w zaborze pruskim. Walczył na froncie zachodnim i ranny został pod Reims. Brał czynny udział w powstaniu wielkopolskim 1918–1919, najpierw jako kawalerzysta w 3 Pułku Ułanów Wielkopolskich, a później w 17 Pułku Ułanów Wielkopolskich. Po odzyskaniu przez Polskę niepodległości brał udział w walkach o wyzwolenie Pomorza. W czasie II wojny światowej ze swoim pułkiem, wchodzącym w skład 25 Dywizji Armii Poznań, wziął udział w kampanii wrześniowej. Brał udział w bitwie nad Bzurą i w obronie Warszawy. Ranny został w bitwie pod Łęczycą. Za żołnierską, patriotyczną i niepodległościową działalność odznaczony został Wielkopolskim Krzyżem Powstańczym, Brązowym Krzyżem Zasługi, Medalem Pamiątkowym Za Wojnę 1918–1921, Medalem Dziesięciolecia Odzyskanej Niepodległości.
Awans zawodowy
- 1919: starszy ułan
- 1919: kapral
- 1921: plutonowy
- 1925: kurs podoficerski kawalerii przy 3 Dywizji Kawalerii w Grudziądzu
- 1927: wachmistrz
- 1939: starszy wachmistrz (dowódca plutonu zwiadu konnego 56 Pułku Piechoty w Krotoszynie)

Życie prywatne
W 1923 roku ożenił się z Leokadią z Kabacińskich (1895–1936), córką Stanisława (1852–1918) i Józefy z Pomorskich (1863–1937) Kabacińskich. Ze związku tego urodzili się: Natalia z Marzyńskich Moroń (1925–2004), Wiesław Marzyński (1926–2009) i Zenon Marzyński (1931–2006). Po śmierci pierwszej żony ożenił się ponownie w 1938 roku z Heleną z Wiśniewskich Sąsiadek (1900–1979).

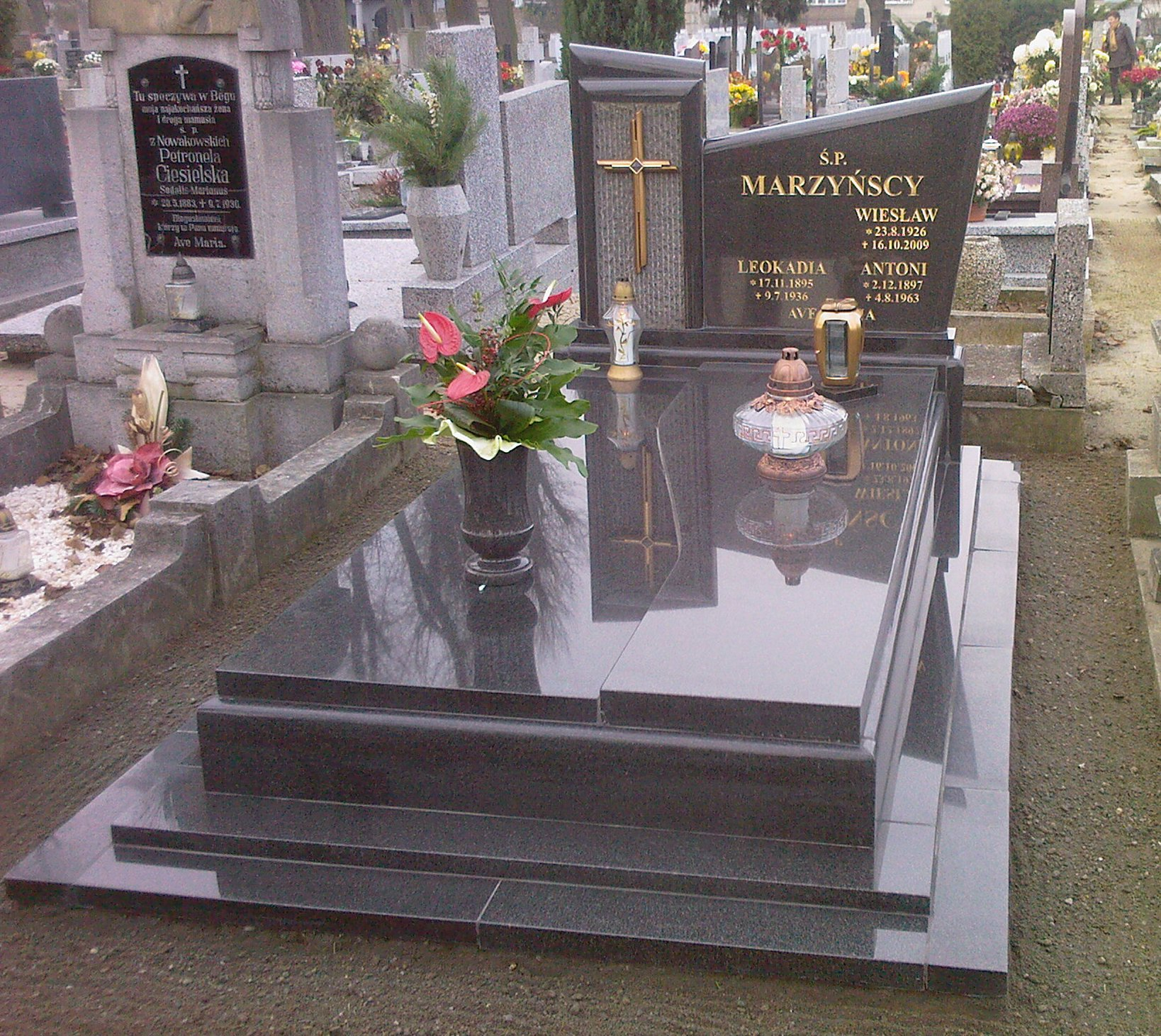
Nagrobek rodzinny Antoniego Marzyńskiego na cmentarzu parafialnym w Krotoszynie